# Sepänsaari (ö i Birkaland, Södra Birkaland)
Sepänsaari är en ö i Finland. Den ligger i sjön Valajärvi och i kommunen Urdiala i den ekonomiska regionen  Södra Birkaland och landskapet Birkaland, i den södra delen av landet, 130 km nordväst om huvudstaden Helsingfors. Öns area är 0,5 hektar och dess största längd är 120 meter i sydöst-nordvästlig riktning.